# غاري بولارد
غاري بولارد (بالإنجليزية: Gary Pollard)‏ (30 ديسمبر 1959 في المملكة المتحدة - ) هو لاعب كرة قدم بريطاني في مركز الدفاع. لعب مع بورت فايل ونادي بيتربورو يونايتد ونادي تشيسترفيلد وEastwood Town F.C. ‏ ونادي جوول ‏ ونادي مانسفيلد تاون.